# Cuestión religiosa en la Constitución española de 1931

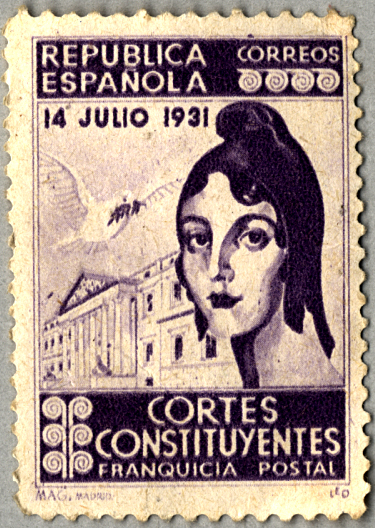
Sello de correos conmemorativo de la apertura de las Cortes Constituyentes, el 14 de julio de 1931, en el que aparece la paloma de la paz sobre el edificio del Palacio del Congreso y una alegoría de la República representada por una mujer tocada con el gorro frigio

La cuestión religiosa en la Constitución de 1931 es la forma como se abordó la relación entre el Estado y la Iglesia católica y los temas conexos, como la libertad de conciencia y la libertad de cultos, la regulación del matrimonio y del divorcio y la educación, en la carta magna de la Segunda República Española.

## Las propuestas republicanas sobre la cuestión religiosa
Los partidos republicanos y el partido socialista integrados en el  Gobierno Provisional que se formó en España tras la caída de la Monarquía el 14 de abril de 1931 estaban completamente de acuerdo en que uno de los principios básicos del nuevo régimen republicano habría de ser la completa separación de la Iglesia y el Estado poniendo fin así a más de cien años de confesionalidad del Estado. Pero discrepaban sobre el alcance que debía tener la secularización. A grandes rasgos se puede decir que existían dos propuestas:

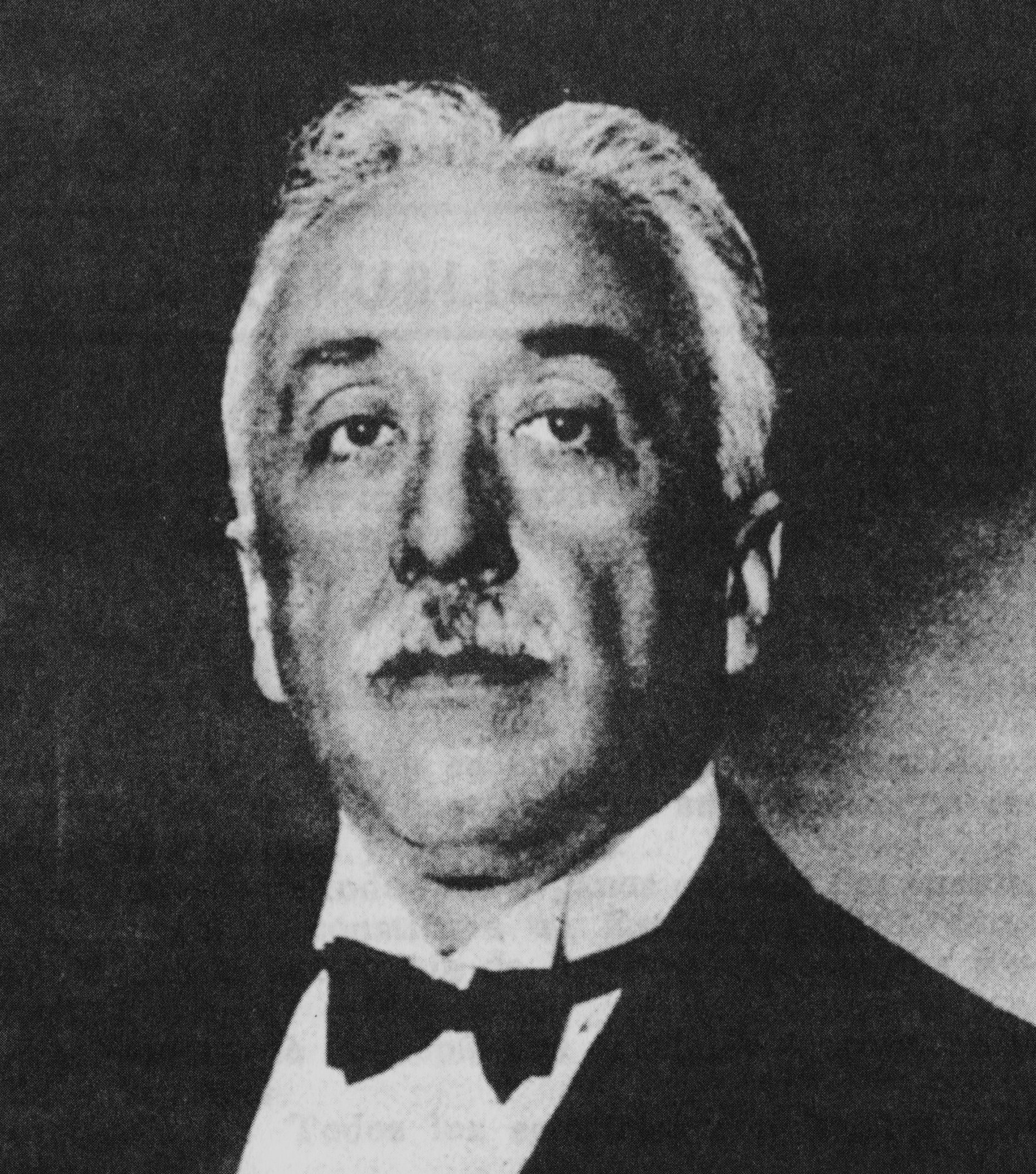
Niceto Alcalá-Zamora.

- La minoritaria, liderada por la Derecha Liberal Republicana de Niceto Alcalá-Zamora y Miguel Maura (y apoyada desde fuera del gobierno por los intelectuales de la Agrupación al Servicio de la República) que defendía un anticlericalismo o laicismo moderado que propugnaba la secularización del Estado (mediante un proceso gradual de separación de la Iglesia y el Estado) pero no de la sociedad, siguiendo la máxima liberal acuñada por el católico liberal del siglo XIX Charles de Montalembert: “La Iglesia libre en el Estado libre”. Pensaban que proclamando la libertad de cultos y privando a la Iglesia de los privilegios que había conseguido bajo la Restauración y sobre todo durante su última etapa, la Dictadura de Primo de Rivera, perdería la posición de predominio de que disfrutaba en la España de 1930. En cuanto al tema fundamental de la educación no se oponían a la existencia de colegios religiosos, y por tanto defendían la “libertad de enseñanza” y la escuela “neutra” respetuosa con las creencias religiosas de cada uno, y confiaban en la iniciativa social, siguiendo el modelo de la Institución Libre de Enseñanza.[2]

- La postura mayoritaria era la defendida por el resto de partidos republicanos y por el PSOE que pretendían ir mucho más lejos al propugnar un anticlericalismo radical que no sólo abogaba por la secularización del Estado, sino también de la sociedad, justificándolo por el daño que había causado el clericalismo en la historia de España, al convertirse en el principal obstáculo para su progreso y modernización (en lo que coincidían con el movimiento librepensador y con la masonería).[3] Según los republicanos de izquierda y los socialistas había que privar a la Iglesia de los medios con que ejercía su hegemonía social y cultural, y sobre todo el más importante: la educación. Así pues su programa incluía la supresión del presupuesto de culto y clero, el matrimonio civil y el divorcio, la secularización de los cementerios y la medida más contundente: la disolución de las órdenes religiosas, y especialmente los jesuitas, y la nacionalización de sus bienes, sustituyendo los colegios religiosos que aquellas regentaban por una escuela “única” y laica. “Más que una Iglesia libre en un Estado libre se buscaría el sometimiento de la primera al segundo en aras del bien público”.[4] Este anticlericalismo radical, que también defendían los anarquistas, se vio acompañado como justificación de una cierta demagogia clerófoba que identificaba a los eclesiásticos, especialmente a los miembros del clero regular, como los enemigos del pueblo.[4] En esta propuesta más radical existían matices importantes entre los partidos que la defendían, desde los menos intransigentes como la Acción Republicana de Manuel Azaña (que por ejemplo no exigían la disolución de las órdenes religiosas aunque sí la prohibición de la enseñanza) hasta las posturas más extremistas representadas por los radical-socialistas de Álvaro de Albornoz (que estaba cercano al anticlericalismo antirreligioso) y de Marcelino Domingo y por los socialistas (con la excepción del moderado Fernando de los Ríos), que parecían competir con los radical-socialistas a ver quien hacía propuestas aún más intransigentes. El Partido Republicano Radical de Alejandro Lerroux ahora mantenía una postura ambigua respecto de la “cuestión religiosa” aunque en su programa “oficial” todavía mantenía el anticlericalismo extremo que le había definido desde sus inicios.[5]

## El debate parlamentario

### La propuesta de la Comisión Jurídica Asesora

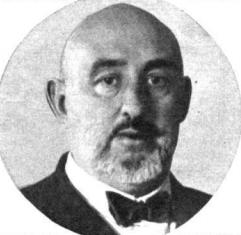
Ángel Ossorio y Gallardo

En un ambiente de creciente tensión entre la Iglesia católica y la nueva República, a causa de la quema de conventos de principios de mayo de 1931, en los que ardieron total o parcialmente más de cien edificios religiosos, y de la expulsión de España del obispo de Vitoria Mateo Múgica el 17 de mayo y del mismísimo Cardenal Primado Pedro Segura el 15 de junio, a causa de la pastoral publicada el 3 de junio en que atacaba la política laica emprendida por el gobierno provisional (como la proclamación de la libertad de cultos), la Comisión Jurídica Asesora, nombrada por el Gobierno Provisional y presidida por el jurista católico liberal Ángel Ossorio y Gallardo, presentó el anteproyecto de Constitución en el que la solución dada a la “cuestión religiosa” respondía a los principios del laicismo liberal. En el artículo 8 se establecía la separación de la Iglesia y el Estado (“No existe religión del Estado”) pero se reconocía un estatus especial a la Iglesia católica al considerarla “Corporación de Derecho Público”. En el artículo 12 se reconocía la libertad de conciencia con la única limitación del “respeto debido a las exigencias de la moral pública” y la libertad de cultos, tanto privada como públicamente.

Artículo 8: No existe religión del Estado. 
La Iglesia católica será considerada como Corporación de Derecho Público.
El mismo carácter podrán tener las demás confesiones religiosas cuando lo soliciten, y, por su constitución y el número de sus miembros, ofrezcan garantías de subsistencia

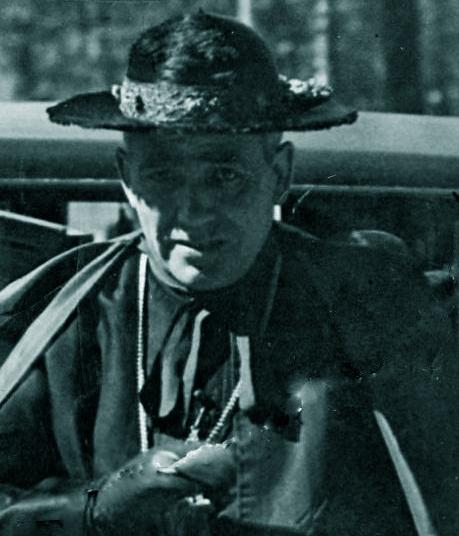
Cardenal Primado Pedro Segura

A pesar de la moderación del anteproyecto, la jerarquía católica y el nuncio Federico Tedeschini se dispusieron a ejercer toda la influencia posible para modificar la forma como abordaba la relación entre la Iglesia y el Estado. En una carta del cardenal Francisco Vidal y Barraquer, que seguía defendiendo junto con el nuncio la política de conciliación con el nuevo régimen, al cardenal Primado Pedro Segura, le dijo que «se habrá de hacer algo en defensa de los derechos de Dios y de la Iglesia que se lesionan» en el anteproyecto. El nuncio Tedeschini le comunicó a Vidal y Barraquer «el augusto deseo del Padre Santo» de que la jerarquía eclesiástica y la propia nunciatura influyesen en el gobierno y en los diputados a fin de que «quitasen o mejorasen los artículos del susodicho anteproyecto atentatorios de los derechos de la Iglesia y de las convenciones entre ésta y España». Además hablaba de la necesidad de «mover el problema religioso fuera de las Cortes con una propaganda muy intensa, dirigida a poner de relieve la fuerza, la vitalidad e importancia esencial que tiene la Iglesia en España, demostrando erróneo y vano el combatirla, y útil el respetarla como única e insuprimible energía nacional».
Estas críticas al anteproyecto, las hizo públicas el cardenal Primado Segura en una pastoral que dio a conocer el 14 de agosto en nombre de todos los obispos en la que recogía la doctrina antiliberal de la Iglesia y arremetía de nuevo contra la separación de la Iglesia y el Estado y contra las “libertades de perdición” como la libertad de cultos, calificando globalmente al anteproyecto como la consagración del «ateísmo de Estado». El impacto negativo que tuvo la pastoral en los medios republicanos se agravó aún más cuando se supo tres días después que el gobierno había confiscado unos documentos al vicario episcopal de Vitoria, Justo Echeguren, que contenían instrucciones del propio Cardenal Segura para que los obispos pusieran a buen recaudo los bienes de la Iglesia en vistas a una posible expropiación de los mismos por la República.

### La propuesta de la ponencia de la Comisión Constitucional
Como era de esperar el anteproyecto de la Comisión Jurídica Asesora también fue rechazado por la mayoría de las Cortes Constituyentes integrada por los partidos republicanos de izquierda y el partido socialista, todos ellos defensores de un anticlericalismo radical. Así la Comisión Constitucional presidida por el socialista Luis Jiménez de Asúa, que había iniciado sus trabajos el 28 de julio, elaboró un nuevo proyecto de Constitución que dio a conocer el 18 de agosto de 1931, en el cual, después de establecer en el artículo 3 la completa separación de la Iglesia y el Estado con la misma fórmula propuesta por la Comisión Jurídica Asesora (“No existe religión de Estado”, aunque finalmente fue modificada por la más moderada de “El Estado español no tiene religión oficial”), recogía la máxima aspiración anticlerical desde hacía un siglo: la supresión de las órdenes religiosas (y la consiguiente nacionalización de sus bienes). Además se suprimía el reconocimiento especial de la Iglesia católica al quedar igualaba al resto de confesiones religiosas, sometidas todas ellas a la ley común (desaparecía, pues, su consideración como “Corporación de Derecho Público”), y al prohibirse expresamente cualquier auxilio económico por parte del Estado. También se limitaba la libertad de cultos al interior de los templos. Por último se establecía la “escuela única” del Estado, por lo que la actividad educativa de la Iglesia quedaría limitada a enseñar sus “respectivas” doctrinas en sus “propios” establecimientos.

Art. 24. Todas las confesiones religiosas serán consideradas como Asociaciones sometidas a las leyes generales del país.
	El Estado no podrá, en ningún caso, sostener, favorecer, ni auxiliar económicamente a las Iglesias, Asociaciones e Instituciones religiosas.
	El Estado disolverá todas las Órdenes religiosas y nacionalizará sus bienes

### Los "puntos de conciliación" con el sector "posibilista" de la Iglesia católica
A pesar del fuerte anticlericalismo que impregnaba el proyecto de la Comisión, casi todos los líderes de la mayoría querían llegar a un entendimiento con la Iglesia. El 28 de agosto, el Consejo de Ministros decidió plantear una negociación con el nuncio que solo dejara fuera la separación Iglesia-Estado, la libertad de culto, el matrimonio civil y el espinoso tema de la enseñanza.
Al margen de las Cortes, dos miembros del Gobierno Provisional, su presidente, el republicano liberal Niceto Alcalá Zamora, y el ministro de Justicia, el socialista Fernando de los Ríos, alcanzaban el 14 de septiembre, después de una difícil negociación, unos “puntos de conciliación” con el Nuncio Tedeschini y el Cardenal Vidal y Barraquer, que encabezaban el sector “posibilista” de la jerarquía eclesiástica que estaba dispuesta a aceptar la aconfesionalidad del Estado y la renuncia progresiva a vivir del presupuesto de “culto y clero”, a cambio de que se le reconociera su relevancia social, mediante la firma de un Concordato o de un ‘modus vivendi’ entre la Iglesia y el Estado, no fueran disueltas las órdenes religiosas y se aceptase la “libertad de enseñanza” (es decir, que los colegios religiosos pudieran continuar como hasta entonces). Los dos miembros del gobierno exigieron también que el cardenal Segura fuera removido de la sede de Toledo. Aunque esto último lo consiguieron (el 30 de septiembre el cardenal primado presentó su dimisión), Alcalá-Zamora y Fernando de los Ríos no pudieron cumplir su parte del acuerdo por la oposición del resto del gobierno y de la mayoría anticlerical de las Cortes. Vidal y Barraquer también lo intentó por otra vía. Un hombre de su confianza, el religioso moderado Luis Carreras, se entrevistó con algunos diputados conservadores no integristas y con otros líderes republicanos como Alejandro Lerroux para que defendieran ante la Cámara una propuesta de nueva redacción de los artículos dedicados a la cuestión religiosa que sería aceptable para la Iglesia católica (y que recogía los “puntos de conciliación” alcanzados en la negociación con el gobierno). Finalmente la propuesta sólo fue presentada en forma de enmienda por el diputado del partido de Alcalá-Zamora Juan Castrillo, pero no llegó a prosperar. Los "puntos de conciliación" fueron así recogidos por Vidal y Barraquer:

"1.° Reconocimiento de la personalidad jurídica de la Iglesia en su estructura jerárquica, régimen propio, libre ejercicio -privado y público- del culto, y en la propiedad y uso de sus bienes.

2.° Convenio entre la República y la Santa Sede.

Para el reconocimiento de la personalidad jurídica de la Iglesia aceptan y defenderán la forma de Concordato el Presidente, Ministro de Estado y algunos otros Ministros, los cuales creen poder alcanzar mayoría en el Parlamento, si bien menor en número que para otros puntos de la concordia.

Por su parte, el Ministro de Justicia no defenderá la forma de Concordato, aunque no rehúsa otra forma de convenio entre ambas partes, como un modus vivendi, que más tarde pudiera conducir al Concordato en circunstancias más propicias que las actuales. El propio Ministro no acepta la declaración de Corporación de Derecho público para la Iglesia, fórmula nueva en el derecho español, sin que ello signifique aminoración en el reconocimiento de la personalidad jurídica de la Iglesia.
3.° Todas las Congregaciones religiosas serán respetadas en su constitución y régimen propios y en sus bienes, al menos los actualmente poseídos, quedando sujetos, por lo demás, a las leyes generales del país.

Tanto el Presidente como el Ministro de Justicia defenderán personalmente este punto en el Parlamento. Hicieron constar, empero, el riesgo de que alguno de los diputados extremistas incoercibles presentara una enmienda para excluir a la Compañía de Jesús, y que, de llevarse la discusión por ese camino, temen no poder impedir la votación favorable a tal exclusión. [...]
4.° Reconocimiento de plena libertad de enseñanza, o sea, que todo español, por sí o por medio de cualquier asociación sin excepción alguna, pueda crear, sostener y regir establecimientos docentes, sometidos a la inspección del Estado en cuanto a la fijación de un plan mínimo de enseñanza, expedición de títulos profesionales y salvaguardia de la moralidad, higiene y seguridad del Estado.
5.° Presupuesto de culto y clero.

Conservar los derechos adquiridos por todo el personal eclesiástico que actualmente percibe consignación establecida en el presupuesto especial del Estado afecto a cargas eclesiásticas, y amortización de dichas partidas a medida de las vacantes que se vayan produciendo. Cesación de la subvención de culto y, en el nuevo presupuesto, consignación de una subvención global para conservación y reparación de la iglesias catedrales, colegiatas y parroquiales por el concepto de edificios históricos y artísticos".

### El debate del artículo 24 (26 en la redacción definitiva)
Como ya señaló hace tiempo el historiador Gabriel Jackson "el debate sobre el artículo 26 fue el primer conflicto revolucionario en la historia de la joven República" El debate tuvo lugar en el pleno de las Cortes de los días 8 y 10 de octubre de 1931. Lo abrió el ministro de Justicia, el socialista Fernando de los Ríos para dar cuenta de la política religiosa llevada a cabo por el Gobierno Provisional y para oponerse, hablando a título personal, a que la Iglesia católica obtuviera el estatus de Corporación de Derecho Público, aunque se mostró partidario de llegar a un "modus vivendi" con la Iglesia católica como el que se había alcanzado en Francia en 1924. Durante el debate los radical-socialistas y los socialistas se opusieron vehementemente a cualquier modificación de la propuesta de la Comisión (por ejemplo, el líder radical-socialista Álvaro de Albornoz en la línea del anticlericalismo más clásico, se negó a «transacciones con el enemigo irreconciliable de nuestros sentimientos y nuestras ideas», refiriéndose a las congregaciones religiosas que estaban formadas para «fines antihumanos y antisociales»; o el también radical-socialista Félix Gordón Ordás que dijo: “El Estado no puede existir mientras no se logre sacar de él al otro Estado que lo gobierne y lo dirija, y este Estado es la Iglesia”), mientras que los diputados de Acción Republicana pretendían “suavizarla”. Por su parte la Derecha Liberal Republicana (desde julio de 1931, Partido Republicano Progresista) y la Agrupación al Servicio de la República pretendían recuperar la propuesta inicial de la Comisión Jurídica Asesora. El Partido Republicano Radical mantenía de nuevo una posición ambigua, ya que mientras su portavoz inicialmente apoyó la propuesta de la ponencia, su líder Alejandro Lerroux se mostraba dispuesto a transigir, aproximando su postura a la de la Derecha Liberal Republicana, aunque manteniendo un notable diferencia con ella: la prohibición del ejercicio de la enseñanza a las órdenes religiosas.
Los diputados de la derecha católica (la Minoría Agraria, donde se integraban los diputados agraristas de José Martínez de Velasco y los cinco diputados de Acción Nacional de José María Gil Robles, y la Minoría vasco-navarra, que comprendía a carlistas, integristas y nacionalistas vascos, que entre ambas sumaban tan sólo 40 diputados de un total de 468) se opusieron acaloradamente al ataque a los “derechos de la Iglesia” y defendieron la confesionalidad católica del Estado. En defensa de la línea católica “posibilista” preconizada por el Cardenal Vidal y Barraquer, intervinieron José Martínez de Velasco, que dijo que el propósito del artículo 24 (26 en la redacción final) era "descatolizar a España" y calificó al proyecto globalmente de "Constitución tiránica"; el diputado católico nacionalista catalán Manuel Carrasco y Formiguera que hizo cierta autocrítica del papel que había jugado la Iglesia en la Monarquía y en la Dictadura de Primo de Rivera; y el líder de Acción Nacional, José María Gil Robles que, después de recordar el rechazo de los católicos al principio de la libertad de conciencia, se mostró dispuesto a aceptar, con matices, la declaración del laicismo del Estado, siempre que se reconocieran los “derechos de la Iglesia”, incluidos los de las órdenes religiosas. Su intervención concluyó con una advertencia: 

Nosotros entendemos que el proyecto constitucional, tal como viene redactado es un proyecto de persecución religiosa y, por consiguiente, nosotros en estas condiciones no podemos aceptarlo... Afirmamos que, dentro de la legalidad, sin violencias, sin apelaciones a la fuerza, sin guerras que nuestra doctrina nos prohíbe, declararemos hostilidad al proyecto de Constitución en la hipótesis que se aprobara una medida persecutoria, tanto en el texto constitucional como en potencia para el porvenir; que, desde el momento en que se aprobara un texto de esta naturaleza, por nuestra parte declararíamos abierto un nuevo periodo constituyente (Grandes rumores)

Luis Jiménez de Asúa intervino en el debate de la cuestión religiosa para negar que el proyecto de la Comisión fuera de “persecución a la Iglesia católica, de persecución a los católicos”, como habían proclamado los diversos portavoces de la derecha católica. En primer lugar recordó el contenido del artículo 25 (27 en la redacción definitiva) que “establece la libertad de cultos y, por consecuencia, no pretende sojuzgar las conciencias y obligar a las gentes a que dejen de pensar en católico, si así lo sienten desde el fondo de sus espíritus”. Y a continuación se ocupó del “problema de las Órdenes religiosas” justificando su disolución diciendo que “nadie tiene el derecho a cercenar, a renunciar a su propia libertad” que es lo que hacen los religiosos cuando pronuncian sus votos. Se refirió en primer lugar a los colegios religiosos 

«El sistema que permite a las Congregaciones religiosas la enseñanza ha traído una gran perturbación en la intimidad de los hogares… [los hijos] consignados a los colegios religiosos han sufrido una deformación de sus espíritus, merced  a vehementes exhortaciones para que no vieran en la opinión política avanzada de sus padres más que una verdadera enfermedad del espíritu»

Después se refirió a la propuesta hecha por algunos diputados de exceptuar de la disolución a las órdenes dedicadas a la beneficencia, como las que se ocupan de los hospitales. 

«Yo quisiera a este respecto hacer un llamamiento a algunos de los médicos que pertenecen a esta Cámara. La mayor parte de estas Ordenes religiosas llevan una perturbación a la conciencia de los enfermos; en los últimos momentos se suele realizar… una captación del alma del agonizante haciéndole en esos momentos que reciba los auxilios espirituales, cuándo toda su vida ha mantenido una conducta perfectamente laica»

Por último se refirió a las monjas que se ocupaban de las cárceles de mujeres. 

«En mi ejercicio profesional… he visto y tenido que estar dando quejas al propio director de la cárcel, que no se me dejaba comunicar con unas procesadas… de manera secreta y tenían que estar siempre presentes unas monjas infringiendo así los preceptos procesales» 

En el mismo sentido se expresó Manuel Azaña cuatro días después. 

«Apele S.S. a los que tienen experiencia de estas cosas, a los médicos que dirigen hospitales, a las gentes que visitan las casas de beneficencia y aun a los propios pobres enfermos y asilados en estos hospitales y establecimientos, y sabrá que, debajo de la aspiración caritativa, que doctrinalmente es irreprochable y admirable, hay, sobre todo, un vehículo de proselitismo que nosotros no podemos tolerar. Pues qué, ¿no sabemos todos que al pobre enfermo hospitalizado se le hace objeto de trato preferente según cumple o no los preceptos de la religión católica?»

El domingo 11 y el lunes 12 de octubre, sin sesiones de Cortes, fueron especialmente intensos en la prensa, en la calle y en las sedes de instituciones diversas. Se celebraron actos y manifestaciones anticlericales en diversas ciudades, y en Madrid el Partido Radical-Socialista organizó un sonado mitin el día 12. En la capital también, los «revolucionarios» del Ateneo apoyaban el dictamen de la Comisión. Por su parte los católicos también se habían estado movilizando denunciando el proyecto constitucional como "persecutorio de la Iglesia”, a pesar de la oposición de Vidal y Barraquer que era contrario a la confrontación pública porque podía poner en riesgo la estrategia negociadora que desde el principio había defendido. El acto de mayor impacto fue el envío a las Cortes de una petición de modificación del proyecto constitucional firmada por millón y medio de mujeres católicas.

## La República laica

### El consenso de la izquierda y el centro-derecha y la intervención de Azaña
En la mañana del martes 13 de octubre se reunió la Comisión Constitucional para introducir enmiendas en el artículo 24 que satisficieran a los grupos, como Acción Republicana o el Partido Republicano Radical, que apoyaban al Gobierno Provisional pero que se habían mostrado partidarios de “suavizar” el proyecto (en ningún momento se planteó la opción de aceptar los puntos de vista de la derecha católica “posibilista”, ni de la derecha republicana). Sin embargo, tanto los radical-socialistas como los socialistas siguieron defendiendo la redacción inicial. El desacuerdo en el bloque anticlerical radical se resolvió finalmente gracias a la intervención de Manuel Azaña en el pleno que se celebró por la tarde en el que pronunció la famosa frase “España ha dejado de ser católica”, que más adelante, sacada de su contexto, sería utilizada por la derecha antirrepublicana como la “prueba” de que el proyecto de Azaña era “descristianizar” España (en realidad a lo que se refería Azaña era a que el catolicismo había dejado de ser el elemento definidor de la cultura española y que por tanto se tenía que proceder a la completa y radical separación de la Iglesia y el Estado).

La premisa de este problema [religioso], hoy político, la formulo yo de esta manera: España ha dejado de ser católica: el problema político consiguiente es organizar el Estado en forma tal que quede adecuado a esta fase nueva e histórica del pueblo español. (...) En este asunto, Sres. Diputados, hay un drama muy grande, apasionante, insoluble. Nosotros tenemos, de una parte, la obligación de respetar la libertad de conciencia, naturalmente sin exceptuar la conciencia cristiana; pero tenemos también, de otra parte, el deber de poner a salvo la República y el Estado. (...) Criterio para resolver esta cuestión. A mi modesto juicio es el siguiente: tratar desigualmente a los desiguales; frente a las Ordenes religiosas no podemos oponer un principio eterno de justicia, sino un principio de utilidad social y de defensa de la República

Azaña en su intervención apoyó la nueva redacción del texto de la ponencia que eliminaba la supresión de las órdenes religiosas y a cambio ofreció la limitación de sus actividades incluida la prohibición de ejercer la enseñanza (lo que sería regulado en una futura ley de congregaciones a aprobar por las Cortes Constituyentes) y la disolución de la orden religiosa más odiada por los anticlericales, los jesuitas (identificados con el antiliberalismo más reaccionario). Posteriormente se incluyó otra concesión demandada por los socialistas: que la partida del presupuesto destinada al clero desaparecería en el plazo de dos años. 

«Yo digo que, en el orden de las ciencias morales y políticas, la obligación de las Ordenes religiosas católicas, en virtud de su dogma, es enseñar todo lo que es contrario a los principios en que se funda el Estado moderno... [Por eso] ni mi partido ni yo, en su nombre, suscribiremos una cláusula legislativa en virtud de la cual siga entregado a las Ordenes religiosas el servicio de la enseñanza. Eso, jamás. Yo lo siento mucho; pero esta es la verdadera defensa de la República… Esta acción continua de la Ordenes religiosas sobre las conciencias juveniles es cabalmente el secreto de la situación política por que España transcurre  y que está en nuestra obligación de republicanos, y no republicanos, de españoles, impedir a todo trance. A mí que no me vengan a decir que esto es contrario a la libertad porque esto es una cuestión de salud pública»

La propuesta de Azaña fue finalmente aprobada con los votos favorables de los socialistas y de los republicanos de izquierda (a excepción de los radical-socialistas que se abstuvieron, pues seguían defendiendo el texto original de la ponencia), y también de los diputados del Partido Republicano Radical, mientras que la Agrupación al Servicio de la República se abstenía por considerar que la propuesta era demasiado radical, y el Partido Republicano Progresista (la antigua Derecha Liberal Republicana de Alcalá-Zamora y Maura), la derecha monárquica y la derecha católica votaban en contra. En total 178 votos a favor y 59 en contra. Inmediatamente las minorías agraria y vasco-navarra junto con otros diputados católicos anunciaron su retirada de las Cortes en señal de protesta, hasta que terminaran los debates constitucionales.
El texto que finalmente se aprobó, que sería el artículo 26 de la Constitución, decía así:

Art. 26. Todas las confesiones religiosas serán consideradas como Asociaciones sometidas a una ley especial. 
El Estado, las regiones, las provincias y los Municipios no mantendrán, favorecerán, ni auxiliarán económicamente a las Iglesias, Asociaciones e Instituciones religiosas.
Una ley especial regulará la total extinción, en un plazo máximo de dos años, del presupuesto del Clero.
Quedan disueltas aquellas órdenes religiosas que estatutariamente impongan, además de los tres votos canónicos, otro de obediencia distinta a Autoridad distinta de la legítima del Estado. Sus bienes serán nacionalizados y afectados a fines benéficos y docentes.
Las demás Órdenes religiosas se someterán a una ley especial votada por estas Cortes Constituyentes y ajustadas a las siguientes bases:
1ª Disolución de las que, por sus actividades, constituyan un peligro para la seguridad del Estado.
2ª Inscripción de las que deban subsistir, en un Registro especial dependiente del Ministerio de Justicia.
3ª Incapacidad de adquirir y conservar, por sí o por persona interpuesta, más bienes de los que, previa justificación, se destinen a su vivienda o al cumplimiento directo de sus fines privativos.
4ª Prohibición de ejercer la industria, el comercio o la enseñanza.
5ª Sumisión a todas las leyes tributarias del país.
6ª Obligación de rendir anualmente cuentas al Estado de la inversión de sus bienes en relación con los fines de la Asociación.

Los bienes de las Órdenes religiosas podrán ser nacionalizados

La aprobación del artículo 24 (el 26 en la redacción final) provocó una grave crisis política porque el presidente del Gobierno Provisional Niceto Alcalá-Zamora y el ministro de la Gobernación Miguel Maura presentaron su dimisión al estar en completo desacuerdo con su contenido. Manuel Azaña, el político que había conseguido aglutinar a las partidos republicanos de centro-derecha y de izquierda y el partido socialista en el espinoso tema de la cuestión religiosa, aunque fuera a costa de dejar fuera a la derecha tanto la republicana como la monárquica y católica, fue el nuevo presidente del Gobierno Provisional.

### Los artículos 27, 43, 48 y 49
Tras la retirada de la Minoría Agraria y de la Minoría vasco-navarra, que se habían opuesto a la libertad de cultos, al reconocimiento del divorcio porque atentaba contra la familia, y a la escuela "única" y laica, porque era contraria a la "libertad de enseñanza", y tras la resolución de la disputa principal del bloque anticlerical radical, la aprobación del resto de artículos de la Constitución relacionados con la cuestión religiosa fue mucho menos conflictiva y, paradójicamente, se “suavizaron” algunos aspectos de la redacción original del proyecto de la Comisión. Así de la prohibición del culto fuera de los templos (establecida en el artículo 25 de la ponencia) se pasó a la tolerancia a “las manifestaciones públicas del culto” aunque bajo el control del gobierno que era quien podía autorizarlas (art. 27 en la nueva redacción, en el que se mantuvo la secularización de los cementerios). En el reconocimiento del derecho al divorcio (Art. 41 de la ponencia) se limitó a decir que el matrimonio podría disolverse por “mutuo disenso o a petición de ambos cónyuges, con alegación en este caso de justa causa” (Art. 43 en la nueva redacción, en el que también se reconoció la igualdad legal entre los hijos tenidos dentro o fuera del matrimonio), lo que fue desarrollado en la Ley de Divorcio de 1932. Por último, la propuesta de establecer la escuela laica y “única”, lo que era interpretado como que el Estado detentaría el monopolio de la enseñanza, se pasó a la escuela laica y “unificada” (de significado mucho más ambiguo), manteniéndose la limitación de la actividad educativa de la Iglesia a “enseñar sus respetivas doctrinas en sus propios establecimientos”, bajo la inspección del Estado (Art. 48). El artículo 49 dejaba la puerta abierta a la enseñanza privada, al determinar que las "condiciones en que se podrá autorizar" las establecerá una futura "ley de Instrucción pública".

## La respuesta de la Iglesia y del movimiento católico
Tanto la Iglesia católica como las organizaciones vinculadas a ella reaccionaron enérgicamente contra la solución que se había dado a la cuestión religiosa en la Constitución. Uno de los primeros en responder fue el diario católico “posibilista” El Debate, que afirmó: «La Constitución que se elabora, sólo por lo ya votado, no es ni será nuestra, de los católicos. No estamos dentro de ella». Tanto los católicos “posibilistas” como los integristas interpretaron el contenido del artículo 24 (en la redacción final, el 26) como una “medida persecutoria” contra la Iglesia y como una “declaración de guerra a los católicos”. Sólo tres días después de que fuera aprobado el artículo 24 (26 en la redacción definitiva) el papa Pío XI envió un telegrama a todos los obispos españoles en el que protestaba “enérgicamente” por todas “las múltiples ofensas inferidas a los derechos sagrados de la Iglesia, que son los derechos de Dios y de las almas”, lo que fue apoyado por los prelados afirmando que el laicismo privaba al hombre de la “verdad y la ley de Cristo”. Una vez aprobada la Constitución los obispos españoles hicieron público a finales de diciembre de 1931 un documento colectivo de protesta por el trato dado a la Iglesia católica a pesar de haber «dado pruebas evidentes y abnegadas de moderación, paciencia y generosidad, evitando... cuanto pudiera parecer un acto de hostilidad a la República». En el documento se acusaba a las Cortes Constituyentes de haber actuado con "criterio sectario" y haber acordado una "solución de venganza" fruto del "absoluto laicismo de Estado" que ponía a la Iglesia "en materias que le son de su exclusiva competencia, bajo [la] dominación del poder civil":

"Se ha cometido el grande y funesto error de excluir a la Iglesia de la vida pública y activa de la nación, de las leyes de la educación de la juventud, de la misma sociedad doméstica, con graves menosprecios de los derechos sagrados y de la conciencia cristiana del país"

Desde el mismo momento en que se aprobó el artículo 24 (26 en la redacción definitiva) se inició una campaña de movilizaciones y de protestas de los católicos a favor de la revisión de la Constitución, cuya primera media había sido la retirada de las Cortes de los diputados de la derecha católica (de la Minoría Agraria y de la Minoría vasco-navarra), que declararon haber “llegado al límite de [su] transigencia”. 

La intransigencia de las Cortes y su divorcio del sentir del pueblo, manifestados en el criterio relativo a la propiedad, la familia, la enseñanza y aun a los fundamentos mismos de la ordenación social... ha culminado en los preceptos relativos a la cuestión religiosa. El acuerdo de los núcleos de mayoría dio por resultado la redacción de un artículo netamente persecutorio, disfrazado con apariencias de medida salvadora del régimen. (...) Denegado a la Iglesia católica y a sus instituciones un régimen de derecho común de simple ciudadanía, con quebranto de los más elementales derechos del hombre... la Constitución que va a aprobarse no puede ser nuestra. (...) Nosotros levantamos ya desde ahora, dentro de la ley, la bandera de su revisión. Si en las Cortes nos desentedemos del problema, lo llevamos sin rebozo ante la opinión en una intensa campaña que desde ahora iniciamos. (...) Dirigimos a los católicos un llamamiento enérgico y apremiante a la acción. La Constitución política, nutrida de espíritu sectario, no existe para nosotros. Frente a ella, todos unidos como hermanos. (...) El esfuerzo que estérilmente habríamos de desarrollar en la elaboración de una Constitución antirreligiosa y antisocial, lo emplearemos en mover a la opinión contra ella.

Asimismo se convirtió a Acción Nacional en una organización política estable para que en torno a ella se formara una candidatura católica a las elecciones, que se pensaba que se iban a celebrar tras aprobarse la Constitución (como le dijo José María Gil Robles, líder de Acción Nacional, al cardenal Vidal y Barraquer: “No hay más camino que el de las elecciones: traer las derechas al Parlamento una minoría suficientemente fuerte que permitiera más adelante "un acuerdo con otras fueras parlamentarias (grupo Lerroux, por ejemplo)”). La campaña de movilización revisionista católica adoptó un tono de cruzada, porque lo que estaba en juego, según el director de El Debate, Ángel Herrera, era “comunismo o civilización cristiana”. La campaña católica fue respondida con una movilización de la izquierda republicana y socialista, que contó con el apoyo del gobierno y de algunas autoridades locales, en defensa del laicismo y de lo que creían era un intento de destruir la República, produciéndose algunos enfrenamientos graves entre clericales y anticlericales, como los que ocurrieron en Bilbao en enero de 1932, donde hubo tres muertos y se incendió un convento.

## Valoración final

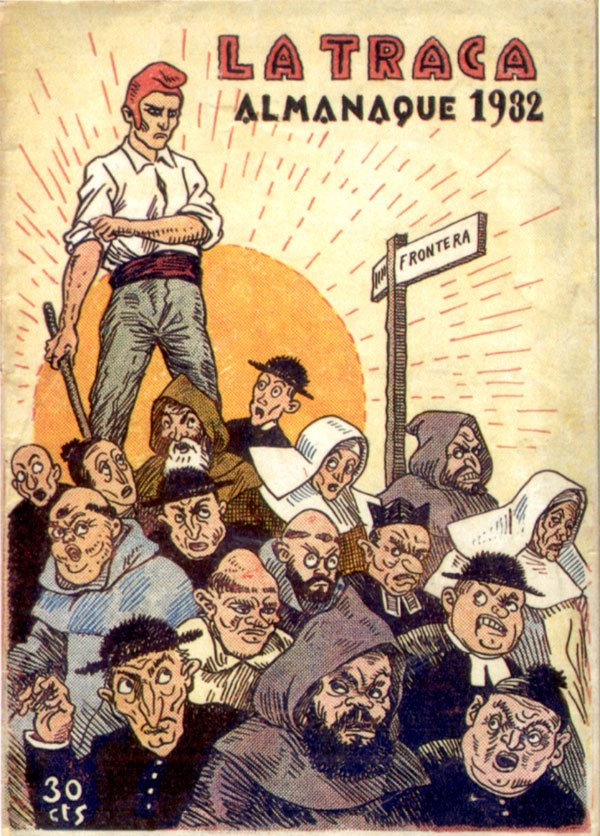
Portada del Almanaque 1932 de la revista satírica La Traca publicado nada más aprobarse la Constitución de 1931 en la que se declaraba el carácter laico del Estado

Por primera vez en la historia del constitucionalismo español se implantó un Estado laico, superando por fin la secular oposición clerical a que se introdujera cualquier medida secularizadora que pudiera poner en riesgo la unidad católica de España. Sin embargo, los constituyentes, a diferencia del "problema catalán" en que optaron por una "fórmula de concordia" que se plasmó en el "Estado integral" que hizo posible el Estatuto de Autonomía de Cataluña de 1932, en el "problema religioso" optaron por una "fórmula de confrontación". "A los nacionalistas catalanes se les proponía una vía de integración en el Estado español; a las confesiones religiosas se les propuso el artículo 26, 'verdadero punto neurálgico de la Constitución", como observó Pérez Serrano, con la taxativa prohibición del ejercicio de la industria, el comercio y la enseñanza".

Es indudable que el constituyente de 1931 adoptó una actitud beligerante contra la presencia de la Iglesia en todos los ámbitos de la vida social que el concordato de 1851 y la política de la Monarquía restaurada le había entregado: cárceles, hospitales, cuarteles, cementerios, sacralización de espacios públicos, moral pública y privada, y, sobre todo, colegios de primera y segunda enseñanza... Era momento, a juicio de los constituyentes, de que la República española acometiera el problema que la República francesa había resuelto treinta años antes [bajo el gobierno de Émile Combes] y que en España no había hecho más que agravarse.

Así pues, la izquierda republicana y socialista, con el apoyo final del Partido Republicano Radical, impusieron su modelo anticlerical radical y no buscaron el consenso ni siquiera con la derecha católica republicana y mucho menos con la derecha católica “posibilista” (con la derecha monárquica e integrista antirrepublicana el consenso era absolutamente imposible). De esta forma se produjo una fractura social y política entre el “pueblo republicano” y el “pueblo de Dios” (dos entidades mutuamente excluyentes) que evitó la consolidación del régimen republicano. 

Muchos de aquellos ciudadanos católicos que habían votado por las candidaturas republicanas en 1931 –y que hemos de pensar que no fueron pocos- se sintieron desilusionados por falta de sensibilidad de los padres de la patria hacia sus creencias más íntimas y algunas de sus instituciones más queridas. Y ello en un momento en que los católicos estaban dispuestos a ceder, incluida parte de su jerarquía, terreno a los laicizadores. A partir de entonces, bastantes comenzarían a desidentificarse con un proyecto de República que ya no consideraban suyo. En cuanto a los otros católicos, aquellos católicos no republicanos que habían permanecido en la expectación, la indiferencia o el anonadamiento tras la proclamación del nuevo régimen, la nueva Constitución y su posterior desarrollo y aplicación los harían experimentar una sacudida y salir de su pasividad en defensa de la religión que creían injustamente atacada y hasta perseguida. La bandera de la religión, de hecho, sirvió para agrupar a las derechas en torno a la CEDA con el propósito de revisar y reformar la ley fundamental en un sentido contrasecularizador. A la postre, la solución dada a la secular cuestión religiosa española no la resolvería, sino que exacerbaría aún más, dividiendo a la comunidad política en dos polos difícilmente conciliables y perpetuando un viejo factor más de fractura en aquella fracturada sociedad española de los años treinta.

Al menos por lo que se refería a la cuestión religiosa, las principales exigencias de la revolución republicana habían encontrado un lugar más o menos significativo dentro del articulado constitucional. (...) Si la Constitución era una carta de principios al servicio de un proyecto político inspirado por los valores y la ideología de la izquierda no era por casualidad, sino porque desde tiempo atrás, y en especial desde las elecciones generales de junio, se había dado por bueno que... el nuevo régimen, para ser verdaderamente una República de los republicanos, tenía que dotarse de unas instituciones y unos contenidos de reforma radical que respondieran a las exigencias de modernización formuladas por la izquierda: “La República, dijo Azaña años más tarde [14 de julio de 1935], no es una mera enunciación de principios políticos o de doctrina política (...), sino un instrumento de reforma sustancial del Estado y de la sociedad”.